# Gland (Borgogna-Franca Contea)
Gland è un comune francese di 52 abitanti situato nel dipartimento della Yonne nella regione della Borgogna-Franca Contea.

## Società

### Evoluzione demografica
Abitanti censiti